# Lac des Tuts
Le lac des Tuts est un  lac pyrénéen français situé administrativement dans la commune d'Arrens-Marsous dans le département des Hautes-Pyrénées, dans le Lavedan en Occitanie.
Le lac a une superficie de 0,3 ha pour une altitude de 2 504 m, il atteint une profondeur de 5 m.

## Toponymie
En occitan, tut, qui vient de tuto signifie « grotte, abri dans la roche ».

## Géographie
Le lac des Tuts est un lac naturel situé dans l'enceinte du parc national des Pyrénées, dans la vallée d'Arrens en val d'Azun.

### Topographie
| Refuge de Larribet (1 958 m) | Sintesnères (2 658 m)          |                               |
| Pic Rouge (2 661 m)          | lac des Tuts                   | Picasse de Labasssa (2 478 m) |
| Pic du Balaïtous (3 144 m)   | Pointe de la Défaite (2 903 m) |                               |

### Hydrographie
Le lac a pour émissaire le ruisseau de Larribet.

## Protection environnementale
Le lac est situé dans le parc national des Pyrénées et fait partie d'une zone naturelle protégée, classée ZNIEFF de type 1 : Hautes vallées des gaves d’Arrens et de Labat de Bun

## Voies d'accès
Le lac des Tuts est accessible par le versant est au départ du parking qui jouxte la centrale électrique de Migouélou prendre le sentier du lac de Suyen et à la toue de Labassa prendre vers le refuge Ledormeur et continuer en direction de la pointe de la Défaite.